# Xanthoparmelia subcolorata
Xanthoparmelia subcolorata är en lavart som beskrevs av Hale. Xanthoparmelia subcolorata ingår i släktet Xanthoparmelia och familjen Parmeliaceae.   Inga underarter finns listade i Catalogue of Life.